# Nage-no-kata
Nage-no-kata (投の形) est un kata de projection de judo. Le kata est composé de trois techniques dans chacun des cinq groupes de projections du judo : techniques de mains (te waza), techniques de hanches (goshi waza), techniques de pieds (ashi waza), techniques de sacrifice arrière (ma sutemi waza) et techniques de sacrifice latéral (yoko sutemi waza). Chacune des quinze techniques doit être exécutée deux fois dans un ordre spécifique : d'abord en kumi-kata (prise du judogi) à droite puis à gauche. La démonstration de ce kata en tant que Tori fait partie des tests pour le passage de la ceinture noire. Le rôle de Uke requiert d'être projeté trente fois. Il est traditionnellement occupé par un partenaire plus expérimenté. Les 3 premières séries sont exigées pour la présentation du 1er dan et le kata entier pour le 2e dan.

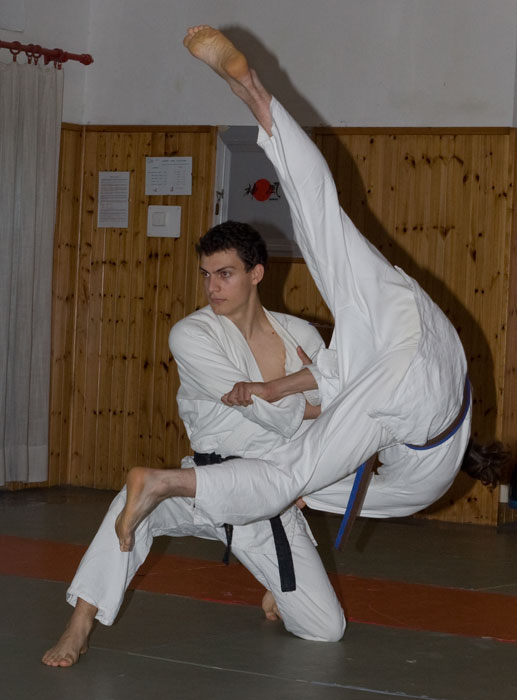
Uki otoshi en séance de Judo

Le kata a été conçu par Jigorō Kanō en 1887 dans l'école du Kodokan.

## Te waza (techniques de mains)
- Uki-Otoshi - chute flottée
- Seoi-Nage - projection de l'épaule
- Kata-Guruma - roue autour des épaules

## Koshi waza (techniques de hanches)
- Uki-Goshi - hanche flottée
- Harai-Goshi - hanche balayée
- Tsuri-Komi-Goshi - hanche pêchée

## Ashi waza (techniques de pieds)
- Okuri-Ashi-Barai - balayage des deux pieds
- Sasae-Tsuri-Komi-Ashi - blocage du pied en pêchant
- Uchi-Mata - fauchage intérieur

## Ma sutemi waza (techniques de sacrifice dans l’axe/arrière)
- Tomoe-Nage - projection en cercle
- Ura-Nage - projection arrière
- Sumi-Gaeshi - renversement dans l'angle

## Yoko sutemi waza (techniques de sacrifice latéral)
- Yoko-Gake - accrochage de côté
- Yoko-Guruma - roue de côté
- Uki-Waza - sacrifice latéral avant